# Manuel Iglesias Costa
Manuel Iglesias Costa (Bonansa; 10 de septiembre de 1923 - Zaragoza; 20 de enero de 2001) fue un historiador y sacerdote aragonés considerado el mejor estudioso del "Alto Aragón" oriental a nivel histórico-artístico.

## Biografía
Manuel Iglesias Costa nació en la localidad aragonesa de Bonansa, en la Ribagorza, a principios del siglo XX en el seno de una familia de ganaderos. Fue el más joven de sus cuatro hermanos y, como era costumbre en su tiempo, fue enviado a estudiar para ser sacerdote. Empezó sus estudios en el seminario de Seo de Urgel, en la provincia de Lérida y los terminó en el seminario de Barbastro, provincia de Huesca. En 1947 fue ordenado sacerdote en la catedral de Barbastro. Tras ejercer como párroco en varias localidades durante dos años fue nombrado secretario particular del obispo, entre 1949 y 1968 fue profesor del Seminario Diocesano y Secretario Canciller del Obispo entre 1952 y 1972. En 1962 accedió al Cabildo catedralicio y ya en la década de los 70 fue nombrado Conservador del Patrimonio Artístico de la diócesis de Barbastro-Monzón, hasta su jubilación en 1993. Dirigió el Museo Diocesano de Barbastro desde 1979.
Aunque nunca dejó de ejercer el sacerdocio por diferentes parroquias de la diócesis de Barbastro-Monzón, su faceta más relevante es la de historiador. Es el historiador de referencia en lo que respecta al histórico Condado de Ribagorza y el mayor estudioso del arte románico de la zona oriental de la provincia de Huesca.
Le fueron otorgados varios premios reconociendo su trabajo como son el Premio Calibo de la Ribagorza o la Almendra de Oro 2002. El pueblo de Bonansa le dedicó una escultura, que luce en una de sus plazas.

## Obras principales
- Obarra (1975). Monográfico sobre el monasterio de Obarra.
- Roda de Isábena (1980). Monográfico sobre la catedral de San Vicente de Roda de Isábena.
- Catedrales de Aragón (1985), obra colectiva donde destacan sus aportaciones sobre la Catedral de Roda y el monasterio de Santa María de Alaón.
- Guía de la catedral de Barbastro (1991).
- Arte religioso del Alto Aragón oriental (1985). Catálogo en tres volúmenes de las iglesias románicas de la diócesis de Barbastro-Monzón.
- Historia del Condado de Ribagorza (1985).